# Campeonato Argentino M19 1995
El Campeonato Argentino de Menores de 19 años de 1995 fue un torneo para los seleccionados M19 de las uniones regionales afiliadas a la Unión Argentina de Rugby. Se llevó a cabo entre el 9 de septiembre y el 4 de noviembre de 1995. La fase final se disputó en la ciudad de La Plata, Provincia de Buenos Aires.
El torneo volvió a disputarse con un formato similar al del campeonato de mayores, con los seleccionados divididos en tres categorías (Campeonato, Ascenso y Clasificación) que se disputaron bajo el sistema de todos contra todos, antes de disputar la fase final a eliminación directa.
El seleccionado de la Unión de Rugby de Tucumán consiguió su tercer título al derrotar 32-24 en la final al seleccionado de Buenos Aires.

## Equipos participantes
Disputaron esta edición veintidós equipos: veintiún uniones provinciales y la Unión Argentina de Rugby, representada por el seleccionado de Buenos Aires. Estos fueron divididos en una Zona Campeonato (ocho equipos), una Zona Ascenso (ocho equipos) y una Zona Clasificación (seis equipos).
| División                     | Equipo              | Unión                                                     |
| ---------------------------- | ------------------- | --------------------------------------------------------- |
| Zona Campeonato 8 equipos    | Buenos Aires        | Unión Argentina de Rugby                                  |
| Zona Campeonato 8 equipos    | Córdoba             | Unión Cordobesa de Rugby                                  |
| Zona Campeonato 8 equipos    | Cuyo                | Unión de Rugby de Cuyo                                    |
| Zona Campeonato 8 equipos    | Rosario             | Unión de Rugby de Rosario                                 |
| Zona Campeonato 8 equipos    | Salta               | Unión de Rugby de Salta                                   |
| Zona Campeonato 8 equipos    | San Juan            | Unión Sanjuanina de Rugby                                 |
| Zona Campeonato 8 equipos    | Santiago del Estero | Unión Santiagueña de Rugby                                |
| Zona Campeonato 8 equipos    | Tucumán             | Unión de Rugby de Tucumán                                 |
| Zona Ascenso 8 equipos       | Alto Valle          | Unión de Rugby del Alto Valle de Río Negro y Neuquén      |
| Zona Ascenso 8 equipos       | Centro              | Unión de Rugby del Centro de la Provincia de Buenos Aires |
| Zona Ascenso 8 equipos       | Entre Ríos          | Unión Entrerriana de Rugby                                |
| Zona Ascenso 8 equipos       | Mar del Plata       | Unión de Rugby de Mar del Plata                           |
| Zona Ascenso 8 equipos       | Misiones            | Unión de Rugby de Misiones                                |
| Zona Ascenso 8 equipos       | Nordeste            | Unión de Rugby del Nordeste                               |
| Zona Ascenso 8 equipos       | Santa Fe            | Unión Santafesina de Rugby                                |
| Zona Ascenso 8 equipos       | Sur                 | Unión de Rugby del Sur                                    |
| Zona Clasificación 6 equipos | Austral             | Unión de Rugby Austral                                    |
| Zona Clasificación 6 equipos | Chubut              | Unión de Rugby del Valle del Chubut                       |
| Zona Clasificación 6 equipos | Cuenca del Salado   | Unión de Rugby de la Cuenca del Salado                    |
| Zona Clasificación 6 equipos | Formosa             | Unión de Rugby de Formosa                                 |
| Zona Clasificación 6 equipos | Jujuy               | Unión Jujeña de Rugby                                     |
| Zona Clasificación 6 equipos | Oeste               | Unión de Rugby del Oeste de Buenos Aires                  |

## Zona Campeonato

### Zona A
| Pos. | Equipos         | Partidos | Partidos | Partidos | Tantos | Tantos | Tantos | Pts. |
| Pos. | Equipos         | G        | E        | P        | PF     | PC     | DP     | Pts. |
| ---- | --------------- | -------- | -------- | -------- | ------ | ------ | ------ | ---- |
| 1.°  | Buenos Aires    | 3        | 0        | 0        | 227    | 24     | +203   | 6    |
| 2.°  | Rosario         | 2        | 0        | 1        | 104    | 59     | +45    | 4    |
| 3.°  | Salta           | 1        | 0        | 2        | 44     | 140    | -96    | 2    |
| 4.°  | Sgo. del Estero | 0        | 0        | 3        | 22     | 174    | -152   | 0    |

| 16 de septiembre | Buenos Aires | 101 - 0 | Santiago del Estero |  |  |

| 16 de septiembre | Rosario | 28 - 23 | Salta |  |  |

| 23 de septiembre | Rosario | 21 - 26 | Buenos Aires |  |  |

| 23 de septiembre | Salta | 18 - 12 | Santiago del Estero |  |  |

| 30 de septiembre | Buenos Aires | 100 - 3 | Salta |  |  |

| 30 de septiembre | Santiago del Estero | 10 - 55 | Rosario |  |  |

### Zona B
| Pos. | Equipos  | Partidos | Partidos | Partidos | Tantos | Tantos | Tantos | Pts. |
| Pos. | Equipos  | G        | E        | P        | PF     | PC     | DP     | Pts. |
| ---- | -------- | -------- | -------- | -------- | ------ | ------ | ------ | ---- |
| 1.°  | Tucumán  | 3        | 0        | 0        | 158    | 17     | +141   | 6    |
| 2.°  | Córdoba  | 2        | 0        | 1        | 102    | 63     | +39    | 4    |
| 3.°  | Cuyo     | 1        | 0        | 2        | 63     | 94     | -31    | 2    |
| 4.°  | San Juan | 0        | 0        | 3        | 33     | 182    | -149   | 0    |

| 16 de septiembre | San Juan | 8 - 76 | Tucumán |  |  |

| 16 de septiembre | Cuyo | 16 - 34 | Córdoba |  |  |

| 23 de septiembre | Tucumán | 50 - 0 | Cuyo |  |  |

| 23 de septiembre | Córdoba | 59 - 15 | San Juan |  |  |

| 30 de septiembre | Córdoba | 9 - 32 | Tucumán |  |  |

| 30 de septiembre | San Juan | 10 - 47 | Cuyo |  |  |

## Zona Ascenso

### Zona A
| Pos. | Equipos       | Partidos | Partidos | Partidos | Tantos | Tantos | Tantos | Pts. |
| Pos. | Equipos       | G        | E        | P        | PF     | PC     | DP     | Pts. |
| ---- | ------------- | -------- | -------- | -------- | ------ | ------ | ------ | ---- |
| 1.°  | Sur           | 3        | 0        | 0        |        | 12     |        | 6    |
| 2.°  | Alto Valle    | 2        | 0        | 1        | 67     |        |        | 4    |
| 3.°  | Mar del Plata | 1        | 0        | 2        | 100    | 26     | +74    | 2    |
| 4.°  | Centro        | 0        | 0        | 3        | 6      | 203    | -197   | 0    |

| 21 de octubre | Mar del Plata | 89 - 3 | Centro |  |  |

| 21 de octubre | Alto Valle | 6 - G.P. | Sur |  |  |

| 28 de octubre | Centro | 3 - 51 | Alto Valle |  |  |

| 28 de octubre | Sur | 13 - 6 | Mar del Plata |  |  |

| 4 de noviembre | Sur | 63 - 0 | Centro |  |  |

| 4 de noviembre | Mar del Plata | 5 - 10 | Alto Valle |  |  |

### Zona B
| Pos. | Equipos    | Partidos | Partidos | Partidos | Tantos | Tantos | Tantos | Pts. |
| Pos. | Equipos    | G        | E        | P        | PF     | PC     | DP     | Pts. |
| ---- | ---------- | -------- | -------- | -------- | ------ | ------ | ------ | ---- |
| 1.°  | Santa Fe   | 3        | 0        | 0        | 76     | 30     | +46    | 6    |
| 2.°  | Nordeste   | 2        | 0        | 1        | 67     | 35     | +32    | 4    |
| 3.°  | Entre Ríos | 1        | 0        | 2        | 66     | 48     | +18    | 2    |
| 4.°  | Misiones   | 0        | 0        | 3        | 15     | 111    | -96    | 0    |

| 30 de septiembre | Santa Fe | 40 - 3 | Misiones |  |  |

| 30 de septiembre | Nordeste | 22 - 13 | Entre Ríos |  |  |

| 7 de octubre | Nordeste | 14 - 17 | Santa Fe |  |  |

| 7 de octubre | Entre Ríos | 40 - 7 | Misiones |  |  |

| 14 de octubre | Santa Fe | 19 - 13 | Entre Ríos |  |  |

| 14 de octubre | Misiones | 5 - 31 | Nordeste |  |  |

## Zona Clasificación
| 9 de septiembre | Jujuy | 27 - 7 | Formosa |  |  |

| 9 de septiembre | Austral | 12 - 20 | Chubut |  |  |

| 9 de septiembre | Oeste | 28 - 23 | Cuenca del Salado |  |  |

## Fase final
Las fases finales del torneo se disputaron el 14 y 16 de octubre en la ciudad de La Plata.
|  | Semifinales   | Semifinales   | Semifinales   |         |              | Final         | Final         | Final         |  |
|  | 14 de octubre | 14 de octubre | 14 de octubre |         |              | 16 de octubre | 16 de octubre | 16 de octubre |  |
|  |               |               |               |         |              |               |               |               |  |
|  |               |               |               |         |              |               |               |               |  |
|  | Buenos Aires  | Buenos Aires  | 16            |         |              |               |               |               |  |
|  | Buenos Aires  | Buenos Aires  | 16            |         |              |               |               |               |  |
|  | Córdoba       | Córdoba       | 6             |         |              |               |               |               |  |
|  | Córdoba       | Córdoba       | 6             |         | Buenos Aires | Buenos Aires  | 24            |               |  |
|  |               |               |               |         | Buenos Aires | Buenos Aires  | 24            |               |  |
|  |               |               | Tucumán       | Tucumán | 32           |               |               |               |  |
|  | Tucumán       | Tucumán       | Tucumán       | Tucumán | 32           | 34            |               |               |  |
|  | Tucumán       | Tucumán       |               |         |              | 34            |               |               |  |
|  | Rosario       | Rosario       | 29            |         |              | Tercer puesto | Tercer puesto | Tercer puesto |  |
|  | Rosario       | Rosario       | 29            |         |              | Tercer puesto | Tercer puesto | Tercer puesto |  |
|  |               |               |               |         |              |               |               |               |  |
|  |               |               |               |         |              | Córdoba       | Córdoba       | 24            |  |
|  |               |               |               |         |              | Córdoba       | Córdoba       | 24            |  |
|  |               |               |               |         |              | Rosario       | Rosario       | 22            |  |
|  |               |               |               |         |              | Rosario       | Rosario       | 22            |  |
|  |               |               |               |         |              |               |               |               |  |

| Bandera de la Provincia de Tucumán |
| Tucumán Campeón                    |
| Tercer título                      |